# Хргуд (Берковичи)
Хргуд (серб. Хргуд / Hrgud) — село в общине Берковичи Республики Сербской Боснии и Герцеговины. Население составляет 147 человек по переписи 2013 года.
Рядом расположено одноимённое село в общине Столац Федерации Боснии и Герцеговины.